# Torlino Vimercati
Torlino Vimercati är en ort och kommun i provinsen Cremona i regionen Lombardiet i Italien. Kommunen hade 486 invånare (2018).